# Operaïsme
Het operaïsme (Italiaans: operaismo, van operaio, 'arbeider') was een stroming binnen het Italiaanse marxisme die in de jaren '60 en '70 van de 20e eeuw op haar hoogtepunt was. Binnen deze stroming werd ervan uitgegaan dat het kapitaal voornamelijk reageert op de ontwikkeling van de proletarische beweging, waar het marxisme doorgaans uitgaat van het tegendeel.
Belangrijke denkers binnen de operaïstische traditie waren Antonio Negri, Paolo Virno en Mario Tronti.